# مریزویل (تگزاس)
مریزویل (به انگلیسی: Marysville) یک منطقهٔ مسکونی در ایالات متحده آمریکا است که در شهرستان کوک، تگزاس واقع شده‌است. مریزویل ۱۵ نفر جمعیت دارد.